# 沈阳铁路陈列馆
沈阳铁路陈列馆（英語：Shenyang Railway Museum）坐落于中國辽宁省沈阳市苏家屯区山丹街8号，沈阳铁路局苏家屯机务段北侧。该馆占地面积8万平方米，建筑面积1.9万平方米，是中国东北地区最大的铁路博物馆，通过包括数十台铁路机车车辆在内的800余件展品和1,500多张史料图片，展现了东北地区百余年来的铁路发展历程。

## 历史

### 建馆背景

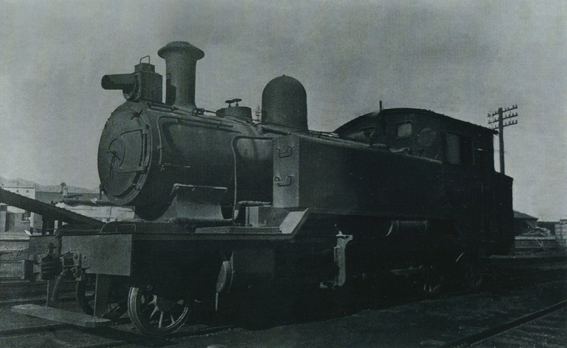
1930年代，北宁铁路唐山制造厂生产的蒸汽机车（后被命名为PL12型）

自晚清以来，中国政府及各国势力在中国建设了诸多铁路。然而中国近代重工业基础羸弱，大部分铁路机车依赖外国进口。如1930年，中国共有机车1224台，其中仅154台是由北宁铁路局下辖的唐山制造厂制造的，其余均为进口。同时各地铁路运营彼此独立，因此不同国家、不同技术标准的铁路机车纷纷被引入中国。至中华人民共和国成立时，中国铁路使用的蒸汽机车来自9个国家的30多个工厂，型号之多位居世界之最，因而被讥讽为“万国机车博览会”。

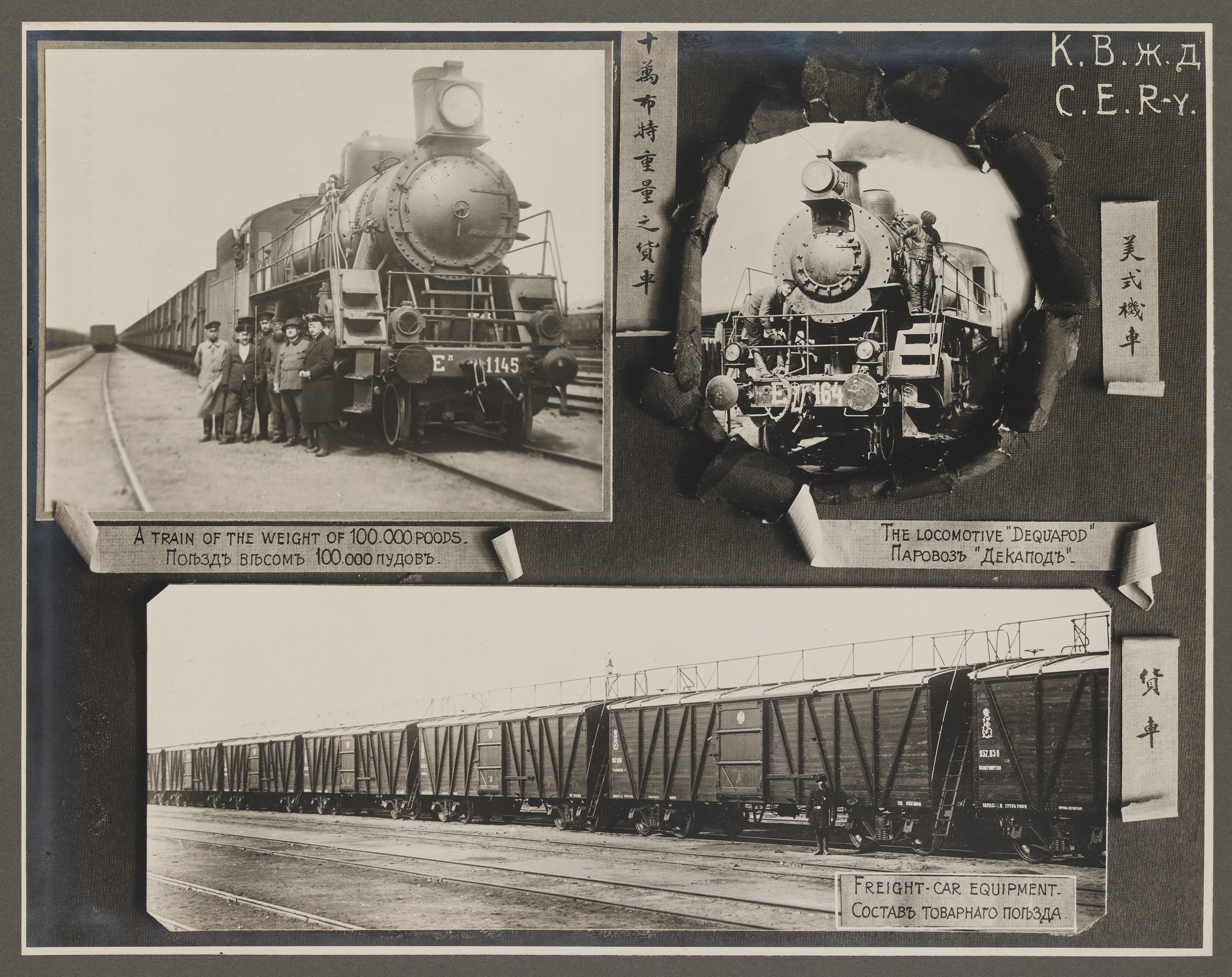
中东铁路上，美国鲍尔温机车厂为俄罗斯帝国生产的Ел-1145、Еф-184号蒸汽机车及货车

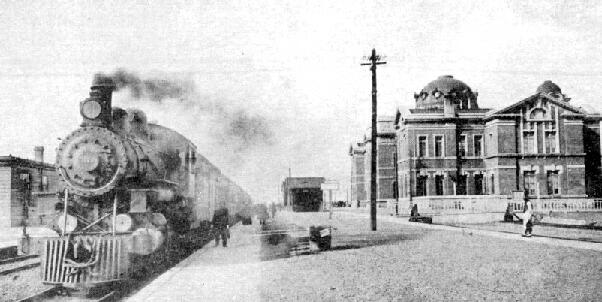
1938年，由满洲国奉天驿驶出的一列亚细亚号列车

而在中国东北地区，俄罗斯帝国和日本帝国为了开采当地矿产资源，为军事侵略提供物资支持，修筑了以东清铁路为首的密集铁路网。至1943年，东北铁路运行里程已达11479公里，超过中国全国铁路运行里程的一半，成为当时中国乃至亚洲铁路最发达的地区之一，因而继承了大量铁路遗产，其中就包括种类繁多的蒸汽机车。
中华人民共和国建立后，效仿苏联，制定了优先发展重工业的一五经济计划。1950年9月，四方机车车辆厂使用日本战败后接收的部件，仿造天皇型蒸汽机车成功组装了一台蒸汽机车，并命名为解放1型。自此，中国从仿制、改进到自行设计，先后制造了前进型、人民型、上游型、跃进型、星火型蒸汽机车及出口越南的米轨货运蒸汽机车等。

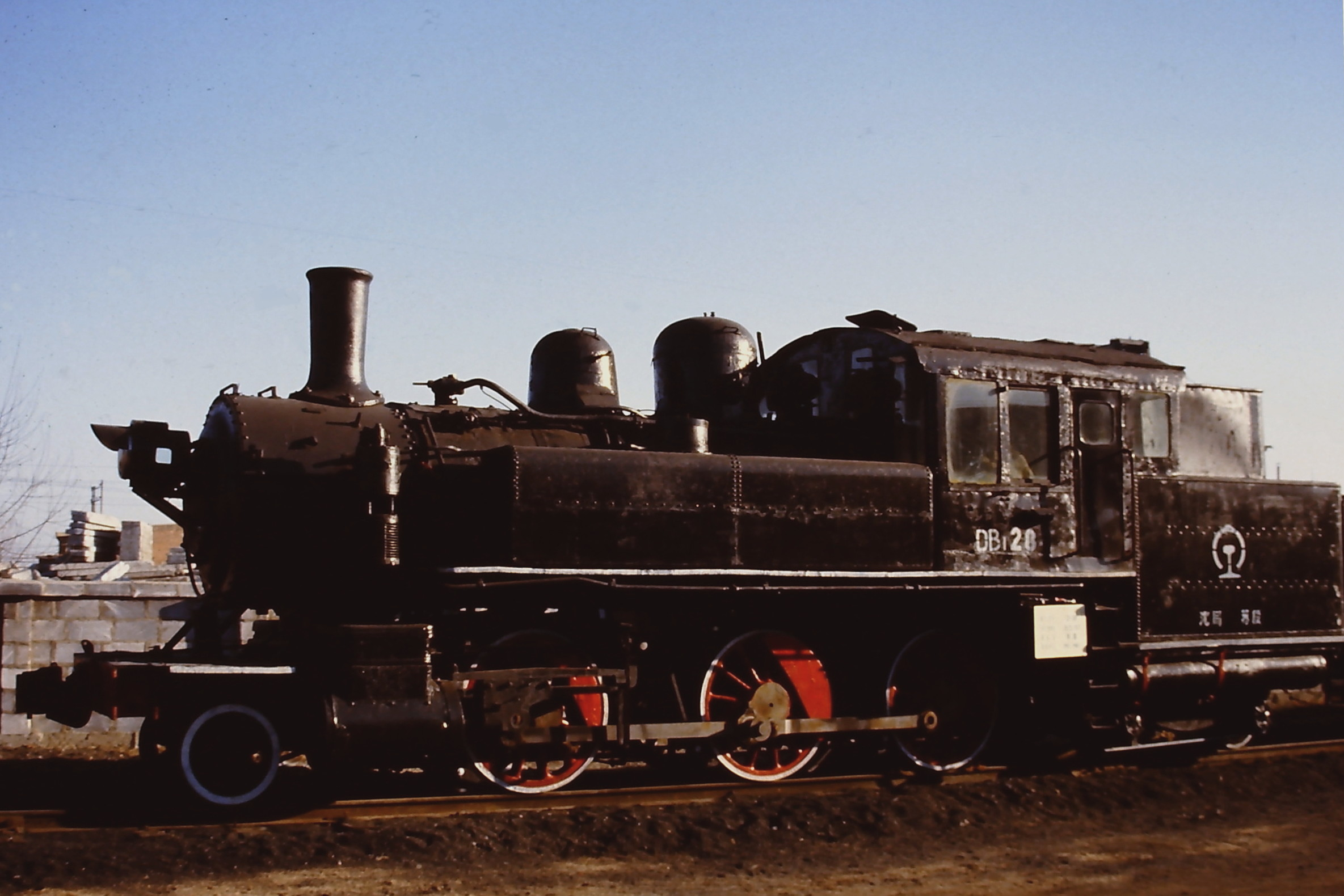
1984年，美国机车公司里士满机车工厂生产的DB_{1}28号蒸汽机车在苏家屯封存展示

至1988年年底，中华人民共和国铁道部决定停止生产干线铁路蒸汽机车时，中华人民共和国共计生产了各型蒸汽机车9786台。随着蒸汽机车被更为环保高效的内燃机车与电力机车所淘汰，逐步退出历史舞台，如何妥善保存具有历史文化价值的蒸汽机车成为铁路部门关注的话题。

### 第一代场馆

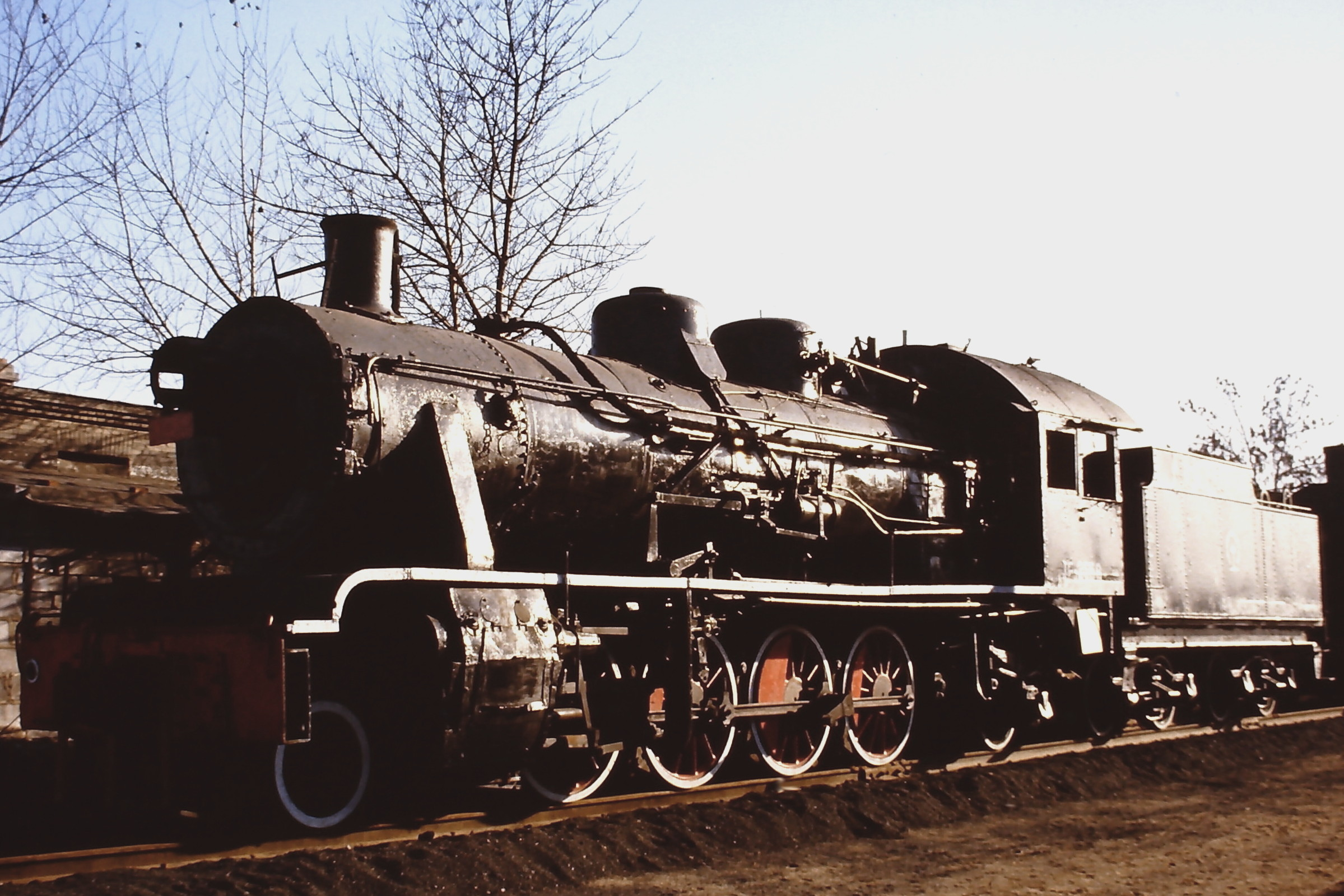
1984年，捷克斯柯达公司生产的JF_{3}-2558号蒸汽机车在苏家屯封存展示

1984年，沈阳铁路局在苏家屯机务段投资兴建沈阳铁路蒸汽机车陈列馆，1984年9月建成，9月22日正式对外开放。该馆占地8000平方米，设有两条停放展览机车的露天线路，馆内收藏有来自美国、日本、苏联、捷克、波兰、德国、中国七个国家共13台退役的蒸汽机车，是当时中国惟一一家蒸汽机车陈列馆。同时本馆在海外也有较高的知名度，截至迁址前，已吸引了世界各地的外宾2.4万人次前来观看。

### 第二代场馆
第一代场馆为露天停放，设施简陋，蒸汽机车经长年风吹日晒雨淋，损毁较为严重。因此，2002年6月，沈阳铁路局斥资50万元对馆藏的蒸汽机车进行除锈保养，同时沈阳市政府投资近1000万元，由沈阳铁路分局与沈阳植物园在沈阳市棋盘山旅游开发区的沈阳植物园内共同建设了新的室内场馆。新馆建筑面积11311平方米，分为展厅、广场两部分，展厅平面呈扇形，馆内除蒸汽机车展厅外，又增设了机车模型厅、科普知识厅等。2002年11月15日，其中10台馆藏的蒸汽机车被搬运至新馆内，这也是中华人民共和国建国以来首次用汽车运输整台蒸汽机车。
2003年8月8日，新馆正式开放，改称沈阳蒸汽机车博物馆，是当时中国最大的蒸汽机车博物馆。与1984年建馆时相比，收藏的蒸汽机车增加了从罗马尼亚进口的DK5型蒸汽机车及沈局连段SL7-757号蒸汽机车，达到15台。

### 第三代场馆
2005年3月，为迎接即将举办的2006年沈阳世界园艺博览会，沈阳市政府将沈阳蒸汽机车博物馆从沈阳植物园迁出，在沈阳市铁西区重工北街64号森林公园内另辟新馆。新馆舍占地面积1.2万平方米，外观则与沈阳植物园的旧馆相仿，蒸汽机车仍陈列于一层半圆形展厅中。此外，展馆还开辟专门展区，展示与蒸汽机车以及铁路有关的实物，包括老式的驼峰控制台，道口信号灯、机车汽笛等，结合实物展现了铁路机车的工作原理及演变历史，并增设了蒸汽机车酒吧、多媒体演示厅、詹天佑展厅等。

### 第四代场馆
到了2009年6月，沈阳铁路局又在苏家屯机务段北侧动工建设了第四代新场馆，以便保存和展示更多退役的铁路机车。2010年，该场馆建成，至此，本馆再次迁回苏家屯机务段旁，并一直使用至今。2010年10月18日，新馆正式开馆。展品类型从以蒸汽机车为主扩展为包含内燃机车、电力机车、客车、货车在内的各类铁路装备，展馆名称也随之调整为沈阳铁路陈列馆。
然而此后数年间，该馆都不再对散客开放，仅在每年世界博物馆日开放一天，平日只接待提前预约的20人以上团体游客及铁路系统内部职工进入参观，因而引发了公众的不满和部分媒体的关注。直到2017年10月6日，该馆举行面向社会的开馆启动仪式，同时沈阳铁路局宣布将陆续开放铁路局机关大楼、辽宁总站旧址、沈阳东站等历史文物单位，供市民参观游览，且铁路方面将陆续组织启动相应的工业游、历史游。
2019年，芒果TV综艺节目《明星大侦探》第五季第10案《北方慢车谜案》及节目收官集“侦探团聚会”曾在该馆进行录制，其后于2020年1月至2月期间分为4集节目对外播出。陈列馆内现保存有节目录制的部分道具，并播放在馆内录制的节目片段。
2020年9月3日，本馆被中国铁道学会评为“全国铁路科普教育基地”。

## 展品

### 蒸汽机车

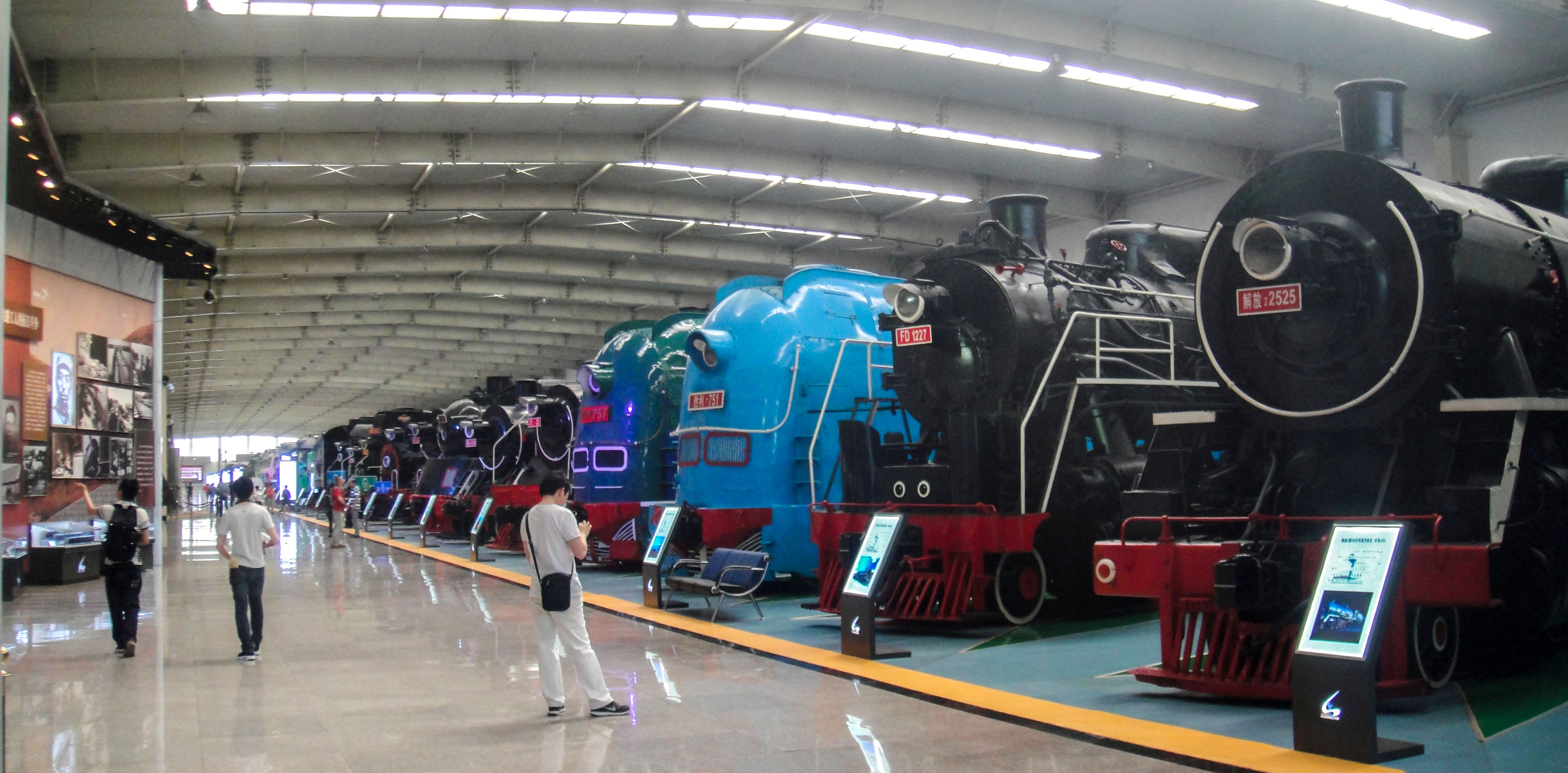
馆内的蒸汽机车展区

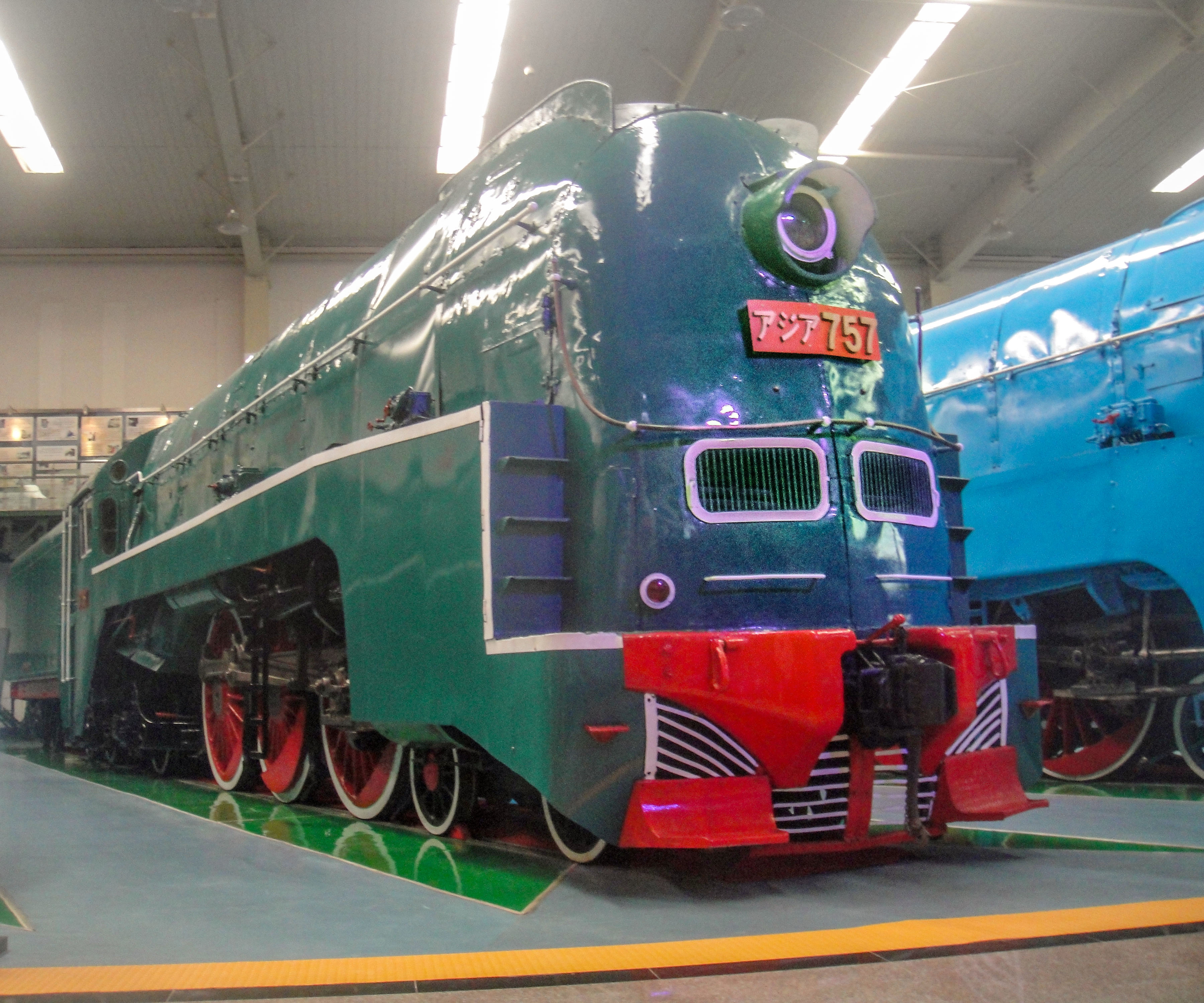
南满洲铁道大连沙河口工场生产的Pashina型757号蒸汽机车，满洲国期间曾牵引亚细亚号超特急列车（现藏于本馆，称为胜利7型）

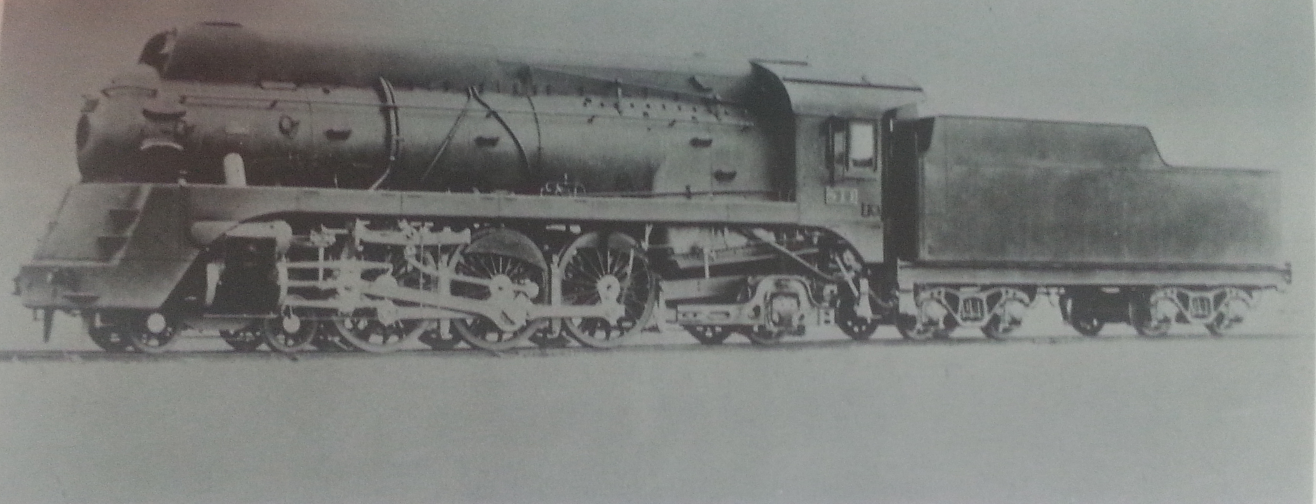
1937年，日立制作所为南满州铁道制造的Pashiha型811号蒸汽机车，满洲国期间曾牵引大连至新京的线鸠号列车（现藏于本馆，称为胜利8型）

本馆前身即为蒸汽机车博物馆，故中外各国的蒸汽机车是展品中的重要组成部分。
馆前广场上，用蒸汽机车的动轮等零部件建立了一座时钟雕塑，时刻定格在2008年8月1日10时40分——首列京津城际动车组列车开行的时刻，标志着中国铁路发展百余年来从蒸汽时代到 350 km/h 高标准高速铁路时代的历史跨越。展馆入口左右两侧分别摆放着前进型和人民型蒸汽机车。馆舍内则保存有下列蒸汽机车：
- DB1型蒸汽机车
- PL1型蒸汽機車
- FD型蒸汽机车
- DK5型蒸汽机车
- 胜利5型蒸汽机车
- 胜利7型蒸汽机车
- 胜利8型蒸汽机车
- 解放2型蒸汽机车
- 解放3型蒸汽机车
- 解放6型蒸汽机车
- 前进型蒸汽机车
- 建设型蒸汽机车
- 工建型蒸汽机车
- 上游型蒸汽机车
- 人民型蒸汽机车

### 内燃机车

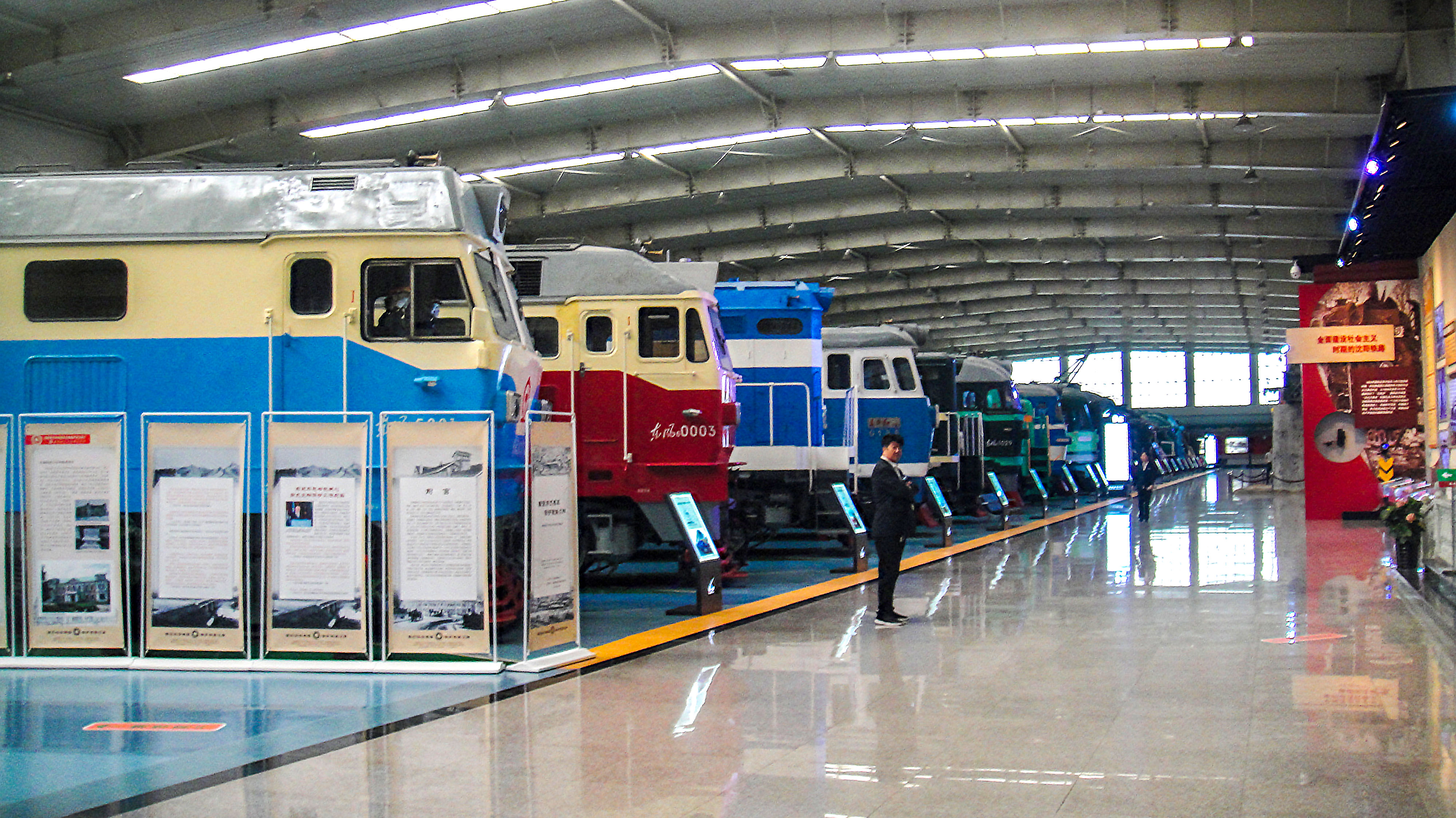
馆内保存的内燃机车，从前向后依次为DF4C、DF6、DF5、東方紅3

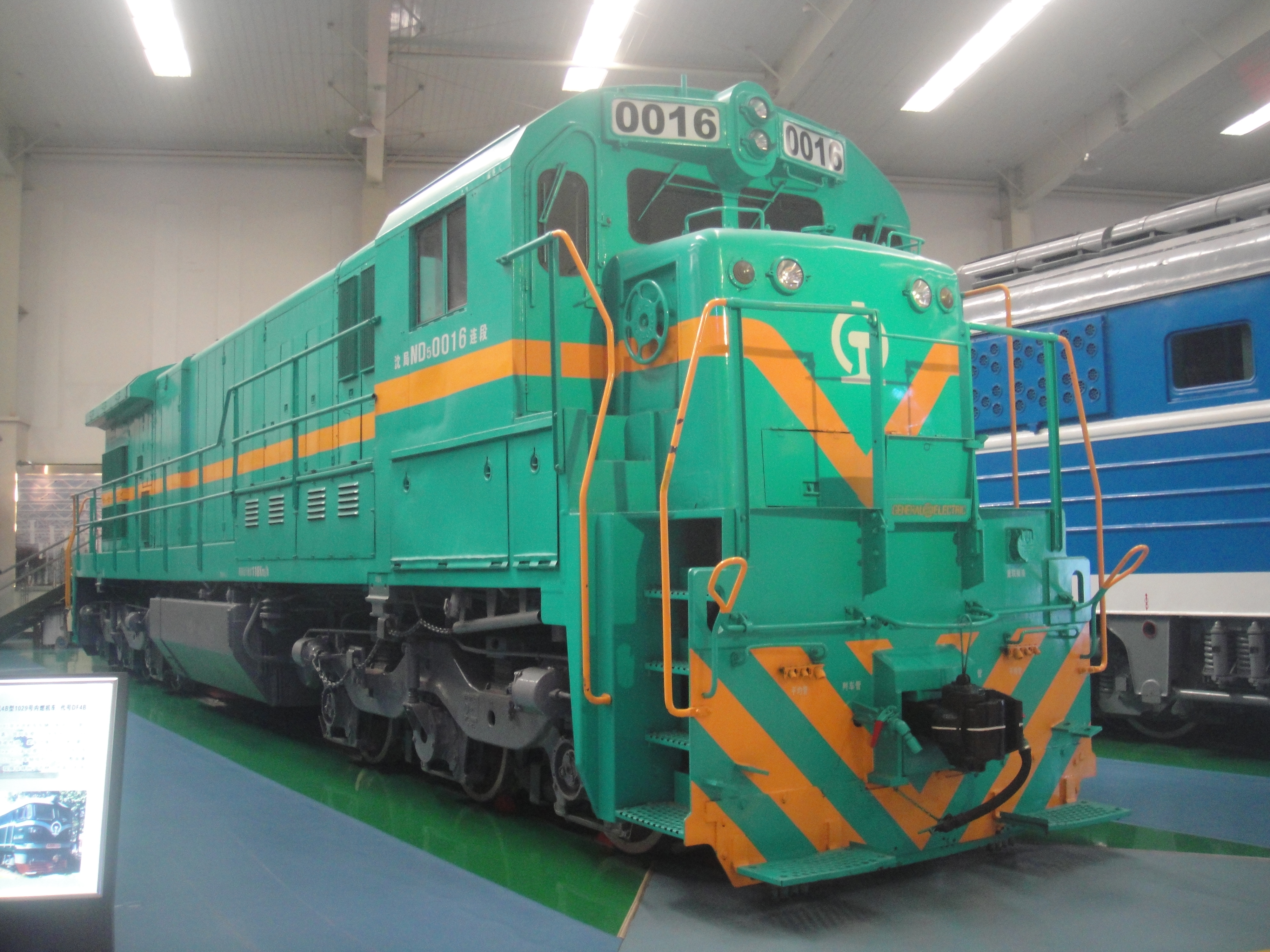
美国通用电气公司宾夕法尼亚州伊利工厂生产的ND5型柴油機車

除了蒸汽机车外，本馆中内燃机车同样种类繁多——既有液力传动的「东方红」系列机车，又有交流-直流电力传动的「东风」系列机车，还有交流-直流-交流电力传动的和谐3型内燃机车。具体包括下列型号：

#### 液力传动
- 北京型柴油機車
- 東方紅1型柴油機車
- 東方紅3型柴油機車
- 東方紅5型柴油機車

#### 交流-直流电力传动
- 東風4B型柴油機車
- 東風4C型柴油機車
- 東風5型柴油機車
- 東風6型柴油機車
- 東風7G型柴油機車
- ND5型柴油機車

#### 交流-直流-交流电力传动
- 和谐3型内燃机车

### 电力机车及电力动车组
馆中保存的韶山1型电力机车是中国铁路第一代干线电力机车，为中国电力机车的研制与发展奠定了基础。DJJ20001A号动力车是“中华之星”电力动车组的2节动车之一，该列车在秦沈客运专线高速试验时速度曾达到321.5 km/h，刷新了中国轮轨列车的速度记录。

### 客运车辆

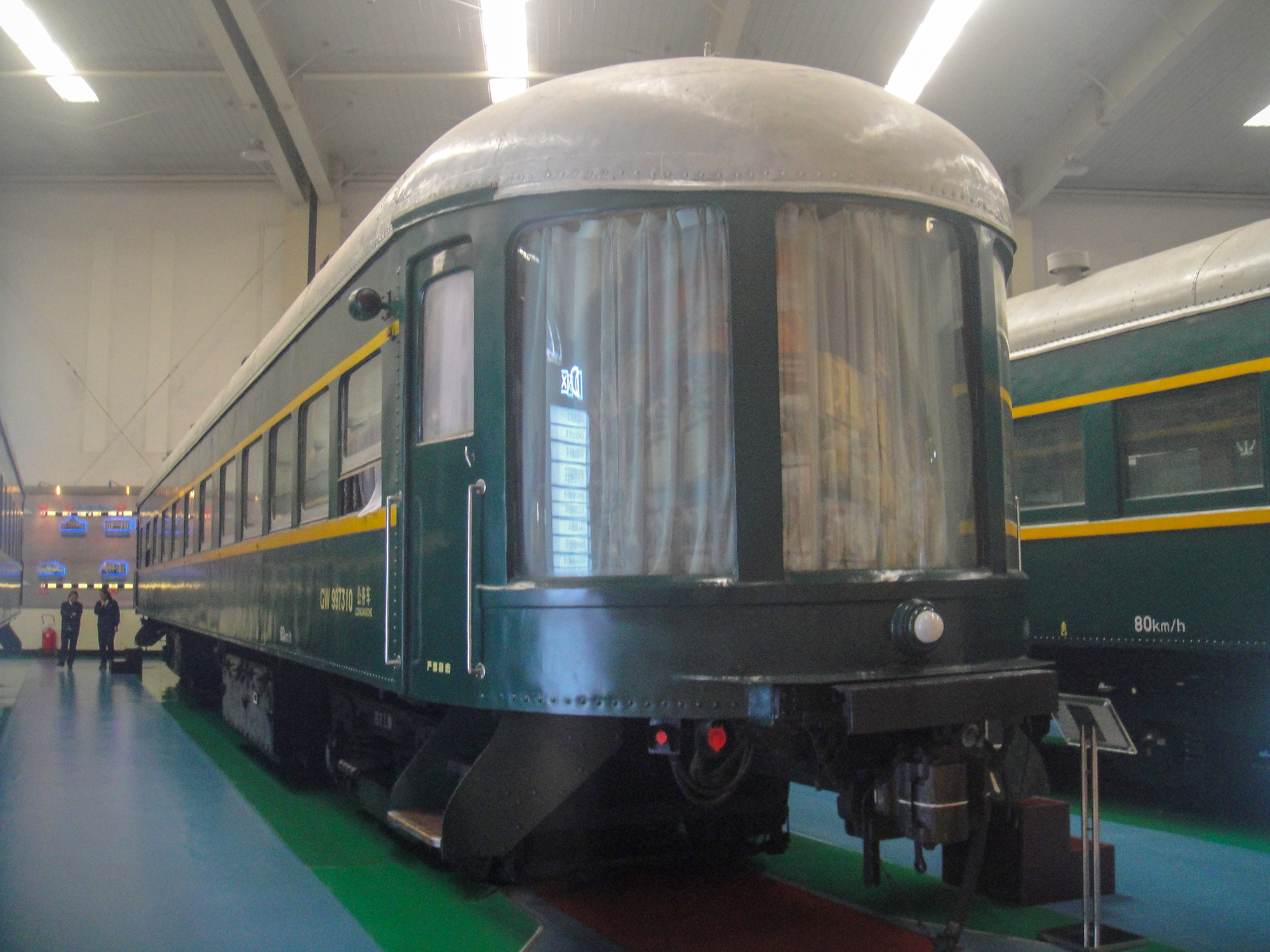
四方机车车辆厂生产的公务车

馆内陈列有包括YZ5、YZ31、22型系列在内的老式客车及25型系列的25G、25K、25T等新式客车。此外，客车展区还保存了维修车、公务车等客车结构的特种车辆及和谐号CRH3C型电力动车组头车的等比例模型。

### 货运车辆
馆中保存有敞车、棚车、毒品车、守车等十余台不同类型的货运车辆。其中，历史最长的货车是1911年苏联制造的C20型敞车。

### 其他展品

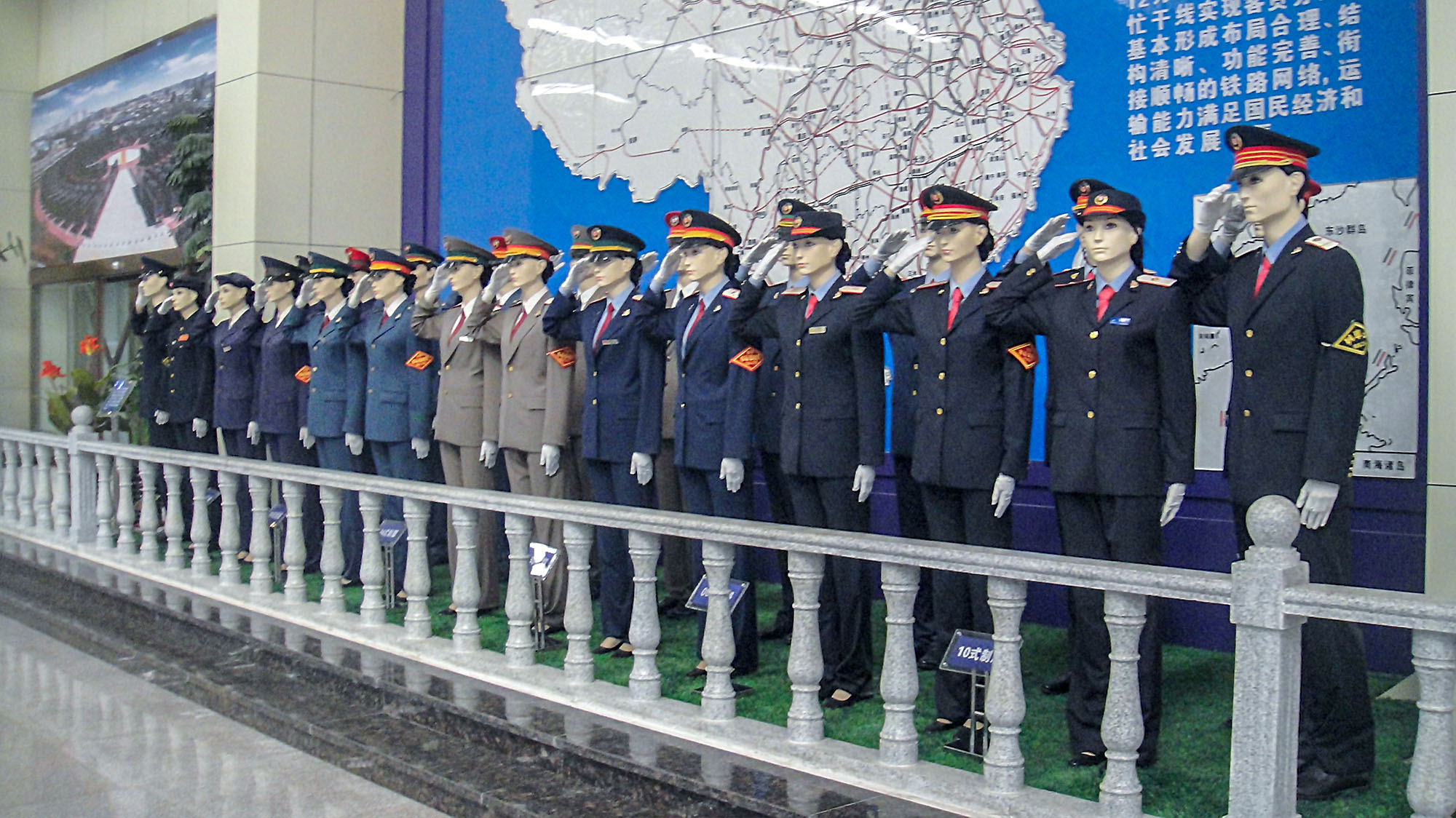
馆中陈列有不同时期的中国铁路制服

馆中保存有臂板信号机、色灯信号机、驼峰控制台等不同时期的铁路信号装备，其中历史最长的臂板信号机于1908年开始使用。工务装备区陈列有满铁时期的32公斤钢轨、混砂道床、木枕道钉轨排等等。墙壁上则布置了大量图文并茂的展板，结合展品向观众介绍了中国东北地区的铁路发展史。此外，馆中还保存有中国铁路历代制服、1954年以来的列车运行图、铁路机车零部件等其他铁路相关的展品。

## 参观事项

### 开放时间
开放时间：每周二至周日9:00-16:00（最晚入园时间15:30），每周一（国家法定假日除外）闭馆，节假日正常开放，但开放时间会进行实际调整。
票价：成人80元/人，儿童/学生/老人票40元/人（购买群体限制为6-18周岁儿童，全日制大中小学生（不含成人教育及研究生）及60-69周岁老年人，儿童或老人需携带身份证，学生需携带学生证），6周岁及以下或身高1.3米及以下的儿童、70周岁以上的老年人及国家规定的其它优待群体（如残疾人、现役军人等）免票。门票可现场购买或使用OTA软件线上购买。

### 乘车路线
- 公交：143路内环及外环“沈阳铁路陈列馆”车站下车，过山丹街铁路地道即是。